# Pseudobagrus wangi
Pseudobagrus wangi är en fiskart som beskrevs av Miao, 1934. Pseudobagrus wangi ingår i släktet Pseudobagrus och familjen Bagridae. Inga underarter finns listade i Catalogue of Life.